# Alasmidonta atropurpurea
Alasmidonta atropurpurea е вид мида от семейство Unionidae. Видът е застрашен от изчезване.

## Разпространение
Видът е разпространен в САЩ (Кентъки и Тенеси).